# 310 (عدد)
310 هو عدد صحيح، يلي العدد 309 وويسبق العدد 311.

## في الرياضيات

### خصائص
- عدد طبيعي.[3]
- عدد زوجي.[4][5]
- عدد موجب،[6] السالب منه هو -310.[7]

## في التاريخ
- 310 هـ هي سنة في التقويم الهجري.
- هي سنة 310 م في التقويم الميلادي.

## وصلات خارجية
الأعداد الصاتمة، ديوان اللغة العربية.